# Pieve di Santa Restituta
La pieve di Santa Restituta è un luogo di culto cattolico che si trova nella località omonima a Montalcino, in provincia di Siena.
La pieve è ricordata fin dall'anno 650 nella controversia tra i vescovi di Siena e di Arezzo, dove si dichiara esistente fino dai tempi del generale Narsete. La chiesa attuale, frutto di vari interventi, si presenta a tre navate con ampia abside semicircolare. L'impianto più antico, cui appartengono anche l'abside e il fianco sinistro con un piccolo portale (ora tamponato), ha ricevuto interventi di età romanica. Seppur rimaneggiata, anche la facciata sembra riferibile a questa seconda fase. Sopra l'architrave del portale è inserito un frammento in travertino scolpito di epoca altomedievale.